# Tomas Žilinskas

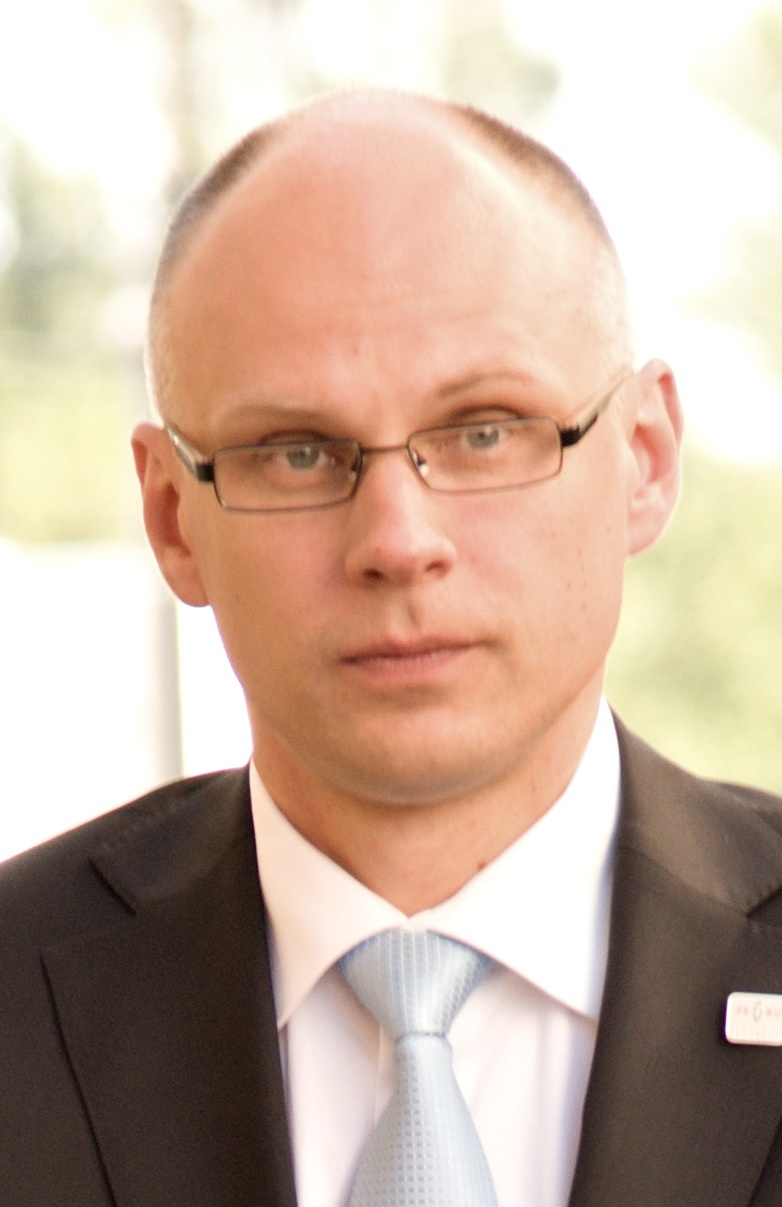
Tomas Žilinskas

Tomas Žilinskas (* 27. Juni 1977) ist ein litauischer Beamter und Politiker, ehemaliger Innenminister Litauens (2016).

## Leben
Nach dem Abitur 1995 an der 39. Mittelschule in Naujininkai absolvierte Žilinskas von 1995 bis 1997 die Höhere Schule der Polizei Vilnius, von 1997 bis 2002 das Bachelorstudium der Geschichte an der Vilniaus universitetas und von  2011 bis 2013 das Masterstudium (Recht und Verwaltung) an der Mykolas-Romeris-Universität in Vilnius.
Von 1996 bis 1997 arbeitete er als Polizeibeamte in der Verkehrspolizei im Flughafenpolizei-kommissariat und von 1997 bis 2001 als Stabsinspektor und Oberinspektor der Personalabteilung. Von 2001 bis 2003 war Žilinskas Beamter im Polizeidepartement am Innenministerium Litauens als Inspektor, Oberinspektor und Kommissar-Inspektor. Von 2003 bis 2006 arbeitete er im Innenministerium Litauens. Von 2006 bis 2009 war er Justiz-Attaché bei der litauischen EU-Vertretung. Im November 2009 beriet er den litauischen General-Polizeikommissar zwei Wochen. Von 2009 bis 2016 leitete er als Direktor das Sicherheitspolitik-Department des Innenministeriums. Vom 14. April 2016 bis zum 13. Dezember 2016 war er Innenminister Litauens im Kabinett Butkevičius. Er wurde von Dalia Grybauskaitė ernannt.

## Familie
Žilinskas ist verheiratet und hat eine Tochter. Ihr Taufvater ist Raimundas Palaitis (* 1957), ehemaliger litauischer Innenminister (2008–2012).